# キリロム国立公園
キリロム国立公園 (クメール語: ឧទ្យានជាតិគិរីរម្យ - Outtyeancheat Kirirom)とは、カンボジアに所在する国立公園で正式名称はプリア・スラマリット＝コサマック・キリロム国立公園(クメール語: ឧទ្យានជាតិព្រះសុរាម្រិត-កុសុមៈ គិរីរម្យ - Outtyeancheat Preah Suramarit-Kossamak Kirirom)であり、大部分がコンポンスプー州プノンスルオチ郡に属するものの、ごく一部は隣接するココン州に属している。

## 伝説
「キリロム」は「幸せな山」を意味し、1930年代にシソワット・モニヴォン国王が命名した。この場所の古代名は「プノン・ヴォルボン・ソルボン(Phnom Vorvong Sorvong)」でカンボジアで有名な伝説である「ヴォルボンとソルボン」という英雄の兄弟を象徴する特徴的な2つの丘にちなんでいる。

## 地理・歴史
カルダモン山の東部に位置していて、プノンペンから見てだいたい西の方向に約112 km離れており、プノンペンからはシアヌークビル方面に向かう高速道路4号線を利用する。
また、海抜675 mにあり、カンボジアで初めて国立公園に指定された。
数ある小さい湖や滝がある森林を通る多くの歩道はクメール・ルージュの逃亡ルートとして使用された。